# Coscaga angulata
Coscaga angulata là một loài bướm đêm trong họ Noctuidae.